# Forgiven, Not Forgotten
Forgiven, Not Forgotten är det irländska bandet The Corrs debutalbum, utgivet 1995. Producerat och distribuerat av Atlantic Records.

## Låtlista
1. Erin Shore (Traditional intro)
2. Forgiven, Not Forgotten
3. Heaven Knows
4. Along With The Girls
5. Someday
6. Runaway
7. The Right Time
8. The Minstrel Boy
9. Toss The Feathers
10. Love To Love You
11. Secret Life
12. Carraroe Jig
13. Closer
14. Leave Me Alone
15. Erin Shore